# Châm Quán
Châm Quán (斟灌) là tên 1 nước chư hầu của nhà Hạ từng tồn tại ở khu vực phía nam huyện Thanh Phong tỉnh Hà Nam ngày nay, trong lịch sử Trung Quốc thì quốc gia bộ lạc này được nhắc đến chi tiết nhất vào thời kỳ Nghệ Trác chi loạn.

## Những dấu ấn trong lịch sử
Căn cứ vào nhiều sử sách ghi chép thì khi sau khi vua Trọng Khang nhà Hạ bị Hậu Nghệ đánh bại uất hận qua đời thì con là Hạ Tướng đã chạy đến nước Châm Tầm nhờ vả, được một thời gian thì Hậu Nghệ lại phát binh đuổi đánh sang tận nước Châm Tầm và Hạ Tướng lại bỏ chạy đến nước Châm Quán. Tại đây vua nước Châm Quán hết lòng giúp đỡ nhà vua - vì nước này có cùng huyết thống với nhà Hạ - Hạ Tướng có quyền hành chỉ huy quân đội và lãnh đạo đất nước chẳng khác nào vua Châm Quán cả. Từ Châm Quán nhà Hạ đã từng đem quân thảo phạt nước Hoàng, thủ lĩnh của Vưu Di và một số man tộc khác cũng phải cứ sứ giả sang chầu phục Hạ Tướng. Hậu Nghệ biết tình hình như vậy e rằng để lâu thiên hạ sẽ quay về với nhà Hạ liền lập tức sai Hàn Trác mở cuộc tổng công kích nhằm thẳng nước Châm Quán tiến đánh, Hạ Tướng thua to lại chạy về nước Châm Tầm rồi đường cùng bí lối đã tự vẫn mà chết.
Còn về nước Châm Quán đến giai đoạn Thiếu Khang trung hưng cũng có gửi quân tham gia vào công cuộc đánh Hàn Trác, từ ấy về sau không thấy thư tịch nào nhắc tới quốc gia này nữa. Không rõ nước này bị diệt vong trong trường hợp nào và ở thời điểm nào, nhưng có thể biết rằng thủ lĩnh đầu tiên của nước này bởi có công giúp vua Hạ Vũ trị thủy mà được phân phong vậy.